# ماشتادا
ماشتادا (به لاتین: Mashtada) یک منطقهٔ مسکونی در روسیه است که در داغستان واقع شده‌است.